# Sky TG24
Sky TG24 es un canal de televisión italiano perteneciente a Sky Italia y dedicado a la información en continuo. Comenzó a emitir en el año 2003, y actualmente emite en la televisión digital terrestre italiana además de Sky Italia y otros operadores de televisión de pago.

## Historia
Sky TG24 comenzó sus emisiones el 31 de agosto de 2003 en la televisión por satélite y desde el 16 de diciembre de 2009 el canal pasó a encargarse de los informativos del canal Cielo. No obtuvo un canal completo en la Televisión digital terrestre hasta el 27 de enero de 2015.
El canal estuvo disponible en los Estados Unidos vía satélite a partir de diciembre de 2004, pero el 7 de diciembre de 2008 Sky TG24 cesó sus emisiones debido a las bajas suscripciones. Actualmente todavía se puede ver en la televisión por cable en varias ciudades de Estados Unidos. En Canadá, Sky TG24 aporta programación al canal Telelatino, que emite programas en español, portugués, italiano y francés.
El 14 de febrero de 2011 el canal adoptó el formato panorámico (16:9) y emite en alta definición (HD) desde el 12 de noviembre de 2012.
El 30 de octubre de 2017 la redacción del canal se traslada de Roma a Milán, en la via Monte Penice, inaugurando un nuevo estudio al lado de la redacción con más de 300 metros cuadrados y grandes pantallas.

## Programación
Sky TG24 es un canal de información las 24 horas del día que incluye información de actualidad política, financiera, deportiva y meteorológica. También incluye debates políticos y boletines informativos cada 30 minutos.

## Audiencias
Los datos de audiencias comprenden solo las audiencias del canal por satélite hasta que a partir de julio de 2016 también se comenzaron a incluir las de la TDT.
|      | Enero  | Febrero | Marzo  | Abril  | Mayo   | Junio  | Julio  | Agosto | Septiembre | Octubre | Noviembre | Diciembre | Media anual |
| ---- | ------ | ------- | ------ | ------ | ------ | ------ | ------ | ------ | ---------- | ------- | --------- | --------- | ----------- |
| 2013 | 0,33 % | 0,44 %  | 0,48 % | 0,51 % | 0,42 % | 0,41 % | 0,43 % | 0,44 % | 0,44 %     | 0,39 %  | 0,33 %    | 0,34 %    | 0,41 %      |
| 2014 | 0,35 % | 0,40 %  | 0,34 % | 0,33 % | 0,37 % | 0,35 % | 0,38 % | 0,35 % | 0,29 %     | 0,29 %  | 0,29 %    | 0,35 %    | 0,34 %      |
| 2015 | 0,43 % | 0,33 %  | 0,36 % | 0,37 % | 0,36 % | 0,39 % | 0,46 % | 0,40 % | 0,35 %     | 0,36 %  | 0,54 %    | 0,42 %    | 0,40 %      |
| 2016 | 0,34 % | 0,32 %  | 0,37 % | 0,36 % | 0,32 % | 0,43 % | 0,88 % | 0,79 % | 0,57 %     | 0,58 %  | 0,75 %    | 0,82 %    | 0,54 %      |
| 2017 | 0,73 % | 0,54 %  | 0,49 % | 0,62 % | 0,55 % | 0,67 % | 0,62 % | 0,82 % | 0,74 %     | 0,74 %  | 0,62 %    | 0,59 %    | 0,62 %      |
| 2018 | 0,59 % | 0,53 %  | 0,73 % | 0,65 % | 0,82 % |        |        |        |            |         |           |           |             |

Fuente : Auditel
Leyenda :
Fondo verde : Mejor resultado histórico.
Fondo rojo : Peor resultado histórico.